# Garons
Garons là một xã trong tỉnh Gard thuộc vùng Occitanie, phía nam nước Pháp. Xã Garons nằm ở khu vực có độ cao trung bình 94 mét trên mực nước biển.
Sân bay Nîmes-Arles-Camargue, cũng gọi là "Sân bay Garons" nằm gần Garons, trên khu vực thuộc xã Saint-Gilles.